# Onésimo de Salamanca
Onésimo de Salamanca y Zaldívar (Briviesca, b. 24 de febrero de 1693 – Burgos, 14 de enero de 1761) fue un sacerdote católico español, obispo de Zamora entre 1740 y 1742; arzobispo de Granada, entre 1752 y 1757 y arzobispo de Burgos desde 1757 hasta su fallecimiento en 1761.

## Biografía

### Familia y formación
Hijo de Lorenzo de Salamanca Gutiérrez y de Teresa Fernández de Zaldívar, matrimonio perteneciente a una de las más destacadas familias arraigadas en Briviesca. 
El único dato disponible sobre su trayectoria académica, es que fue colegial del colegio de Santa Cruz de Valladolid. 

### Presbítero
Tras ser ordenado presbítero fue, como canónigo de Burgos, arcediano de Briviesca y posteriormente inquisidor en Valladolid. 

### Episcopado

#### Obispo de Zamora
El 14 de diciembre de 1739 fue nombrado obispo de Zamora. Fue consagrado el 25 de febrero de 1740, en Madrid, por el cardenal Gaspar de Molina y Oviedo, obispo de Málaga. Sus coconsagrantes fueron los entonces obispos auxiliares de Toledo, Juan Pérez Arellano, y  de Santiago de Compostela, José Platas. 

#### Arzobispo de Granada
El 20 de marzo de 1752, fue nombrado arzobispo de Granada. Tomó posesión del cargo por poderes el 6 de agosto del mismo año y entró en la diócesis el 23 de noviembre siguiente. 
Debido a una enfermedad grave que padeció, se consideró conveniente que cambiara de clima, por lo que solicitó su traslado. 

#### Arzobispo de Burgos
El 19 de diciembre de 1757 recibió el nombramiento de arzobispo de Burgos. 

### Fallecimiento
El 14 de enero de 1761, cuando era el 22.° arzobispo de la diócesis, falleció en Burgos. Sus restos fueron inhumados bajo el crucero de la catedral.